# Spin Doctors
Spin Doctors je americká rocková skupina, jenž proslula díky LP desce Pocket Full of Kryptonite (1991). Jejími členy jsou Chris Barron (zpěv), Eric Schenkman (kytara), Mark White (baskytara) a Aaron Commes (bicí).

## Název
Spin Doctor (odborník na překrucování) je v americkém mediálním prostředí označení pro lobbistu, který navenek působí jako nezávislý odborník.

## Historie
Kapela vznikla v roce 1988 v New Yorku jako Trucking Company, od následujícího roku má současný název. Její hudba spojovala "garážový" zvuk s prvky funku a grunge, hrála převážně v malých klubech. V roce 1991 nahrála svou první desku Pocket Full of Kryptonite, které si po roce všimla média a udělala hity z písní Two Princes (třetí místo britské a sedmé místo americké hitparády), Little Miss Can't Be Wrong a Jimmy Olsen's Blues. Na světě se prodalo deset milionů kopií tohoto alba. Další desky, Turn It Upside Down, You've Got To Believe In Something a Here Comes the Bride už tak úspěšné nebyly.